# 12003 Hideosugai
12003 Hideosugai eller 1996 FM5 är en asteroid i huvudbältet som upptäcktes den 20 mars 1996 av den japanske amatörastronomen Tomimaru Okuni vid Nanyō-observatoriet. Den är uppkallad efter amatörastronomen Hideo Sugai.
Asteroiden har en diameter på ungefär 23 kilometer.